# Patriot (amerikanske revolution)
 For alternative betydninger, se Patriot. (Se også artikler, som begynder med Patriot)
Patrioter (også kendt som partisaner eller oprørere) var britiske kolonister som gjorde oprør mod det britiske monarki under den amerikanske uafhængighedskrig og etablerede staterne som blev Amerikas Forenede Stater. Patriotene udviklede og brugte den politiske filosofi "republikanisme" og var også påvirket af John Locke og det engelske landsparti. De blev også kaldt whiger, kongresmænd eller, på grund af deres loyalitet til det nye Amerikas forenede stater, bare amerikanere.
Som gruppe bestod patrioterne af vidt forskellige politiske synspunkter og sociale positioner, fra college-studenter som Alexander Hamilton og gartnere som Thomas Jefferson til gemene bønder som Daniel Shays. Deres modstandere blandt kolonistene var loyalisterne som forblev loyale til den britiske krone. Loyalisterne fordømte sine modstandere med betegnelsen "forræder".
Mange patrioter var aktive før 1775 i grupper som Sons of Liberty. De mest prominente ledere af patrioterne bliver den dag i dag kaldt Founding Fathers of the United States ("USA's landsfædre") af amerikanere.